# Scatella setosa
Scatella setosa är en tvåvingeart som beskrevs av Daniel William Coquillett 1900. Scatella setosa ingår i släktet Scatella och familjen vattenflugor. Inga underarter finns listade i Catalogue of Life.